# Pirosàurids
Els pirosàurids (Peirosauridae) són una família d'arcosaures crocodiliformes neosucs que van viure a la fi del període Cretaci en el que avui és Sud-amèrica i Madagascar.
Són un grup de cocodrils terrestres que van evolucionar a formes similars a gossos sent carnívors terrestres.

## Definició
La família dels pirosàurids es defineix com el clade més inclusiu que conté Peirosaurus torminni (Price, 1955) però no Araripesuchus gomesii (Price, 1959), Simosuchus clarki (Buckley et al., 2000), Notosuchus terrestris (Woodward, 1896), Baurusuchus pachecoi (Price ,1945) ni Crocodylus niloticus (Laurenti, 1768).

## Registre fòssil
El registre més antic és Moltealtosuchus de la Formació Adamantina dels dipòsits de Bauru fa 96 milions d'anys, en el Turonià, i l'últim és Peirosaurus de la Formació Marília, també al Brasil, en el Maastrichtià (fa 65 milions d'anys). A més d'aquests gèneres es coneixen Uberasuchus i Itasuchus (del Brasil), Lomasuchus de l'Argentina del Grup Río Colorado i l'únic fora de Sud-amèrica és Mahajangasuchus de la Formació de Maevarano de Madagascar.

## Taxonomia
La família dels peirosàurids inclou els següents gèneres:
- Barcinosuchus
- Hamadasuchus
- Lomasuchus
- Montealtosuchus
- Peirosaurus
- Pepesuchus
- Uberasuchus